# David B. Goodstein
David B. Goodstein (né le 6 juin 1932 et mort le 22 juin 1985) est l'éditeur historique du magazine Advocate et un porte-parole influent au nom des personnes et des causes lesbiennes, gays, bisexuels et transgenres (LGBT).